# Resultados do Carnaval de Maués em 2015
Resultados do Carnaval de Maués em 2015. 

## Escolas de samba
| Colocação | Escola                   | Pontos | Ref.  |
| --------- | ------------------------ | ------ | ----- |
| 1º        | Mocidade de Santa Luzia  | 219,6  | [ 1 ] |
| 2º        | Unidos do Ramalho Júnior | 218,3  | [ 1 ] |
| 3º        | Em Cima da Hora          | 215,3  | [ 1 ] |
| 4º        | Império Verde e Rosa     | 214,8  | [ 1 ] |

## Blocos

### Grupo Especial
| Colocação | Bloco           | Pontos | Desempate          | Nota      | Ref.  |
| --------- | --------------- | ------ | ------------------ | --------- | ----- |
| 1º        | Os Mortos Vivos | 160    |                    |           | [ 1 ] |
| 2º        | Viracopu’s      | 158,5  |                    |           | [ 1 ] |
| 3º        | Toca Folia      | 158,4  |                    |           | [ 1 ] |
| 4º        | Os Brotinhos    | 157,7  | Comissão de frente |           | [ 1 ] |
| 5º        | Kbeça de Touro  | 157,7  |                    | Rebaixado | [ 1 ] |
| 6º        | Tradição        | 155,5  |                    | Rebaixado | [ 1 ] |

### Grupo de acesso
| Colocação | Bloco          | Pontos | Nota      | Ref.  |
| --------- | -------------- | ------ | --------- | ----- |
| 1º        | Fura Olho      | 159,2  | Promovido | [ 1 ] |
| 2º        | Fla Maués      | 158,1  |           | [ 1 ] |
| 3º        | Bloco da Saúde | 155,9  |           | [ 1 ] |
| 4º        | As Catiporas   | 154,7  |           | [ 1 ] |
| 5º        | Os Estivadores | 153    |           | [ 1 ] |